# Musica pop iraniana
Con Musica pop iraniana o Musica pop persiana ci si riferisce alla musica pop prodotta in Iran, con una predominanza dell'uso della lingua persiana oppure di dialetti regionali persiani.

## Storia

### Le prime forme di Popular music iraniana

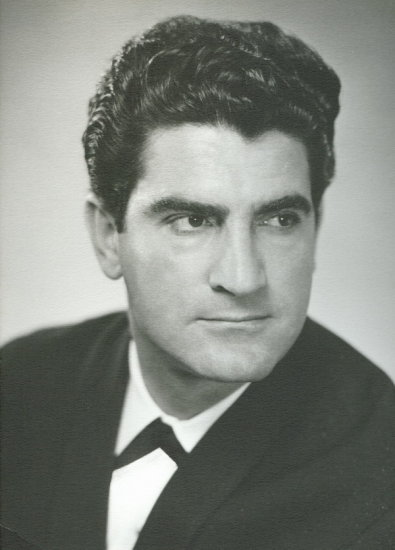
Viguen.

Dopo l'invenzione della radio nel 1930, e dopo la seconda guerra mondiale, anche in Iran prese ampio respiro una forma autoctona di popular music sostenuta dai moderni mezzi di comunicazione di massa

### 1950-1970: Le prime influenze occidentali

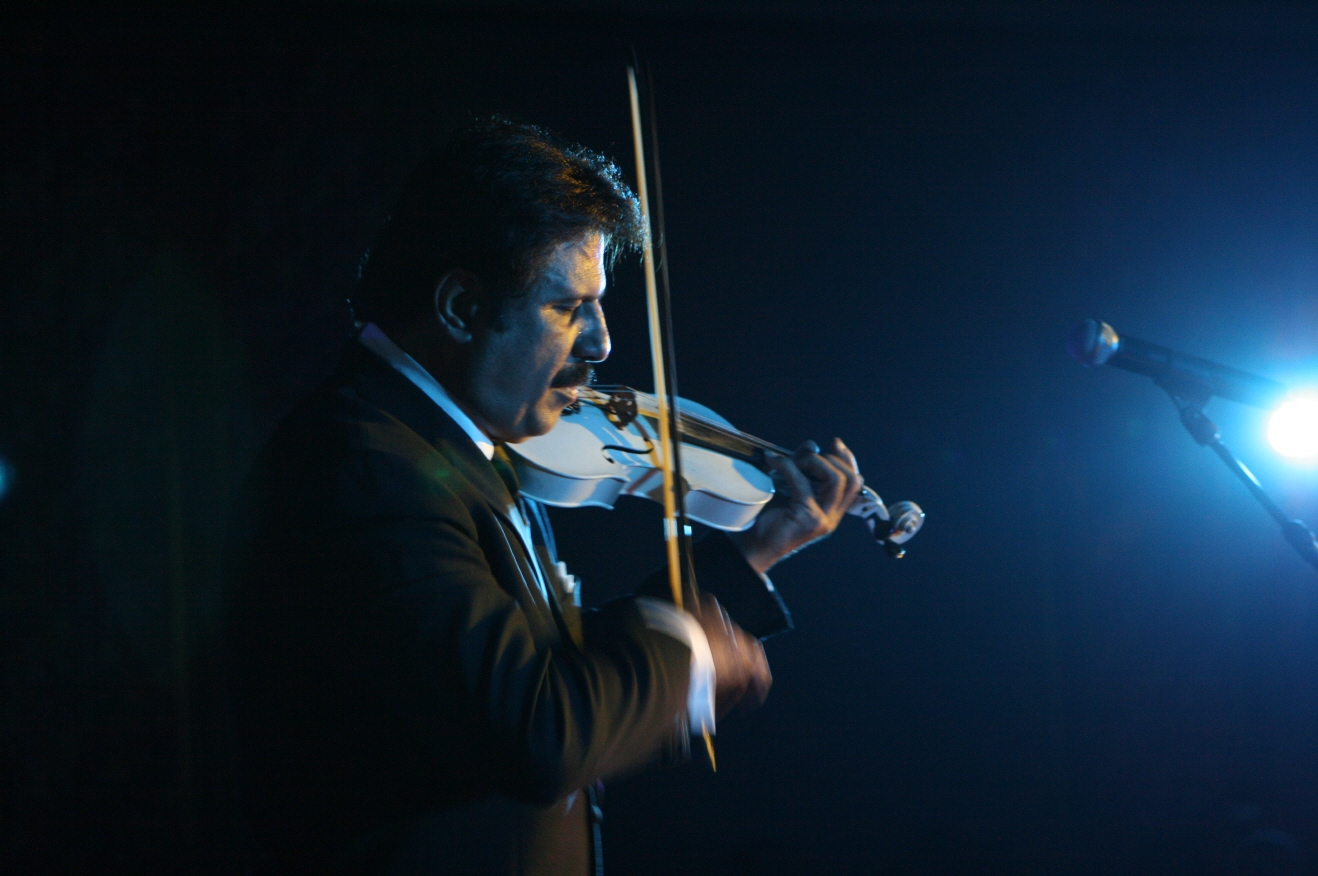
Bijan Mortazavi in un Kuala Lumpur Malaysia concerto 2008

Negli anni '50 la musica pop iraniana inizia a contaminarsi con la musica occidentale. Prima degli anni '50, l'industria musicale iraniana era dominata dai cantanti di musica folklorica. Una delle prime figure venute alla ribalta delle nuove influenze fu Viguen, che venne soprannominato il "Sultano" della musica pop e jazz iraniana, ed è oggi riconosciuto come un pioniere del nuovo genere. Fu lui uno dei primi musicisti iraniani ad esibirsi con una chitarra.
Alcuni degli artisti pop classici iraniani includono Andy, Aref, Dariush, Ebi, Faramarz Aslani, Farhad, Fereydun Farrokhzad, Giti Pashaei, Googoosh, Hassan Shamaizadeh, Haydeh, Homeyra, Leila Forouhar, Mahasti, Nooshafarin, Parviz Maghsadi, Ramesh, Shahram Shabpareh, e Varujan.

### Dopo la rivoluzione del 1979
Dopo la Rivoluzione del 1979, la musica pop fu bandita e scomparve completamente dalla scena in Iran. Molti iraniani sono emigrati all'estero, soprattutto a Los Angeles negli Stati Uniti, e molti hanno continuato a cantare in esilio. Da allora, diversi famosi canali televisivi e stazioni radio iraniani operano al di fuori del paese, trasmessi attraverso vari satelliti. Queste compagnie televisive svolgono un ruolo importante nel promuovere e collegare gli artisti pop iraniani agli iraniani che vivono in tutto il mondo.

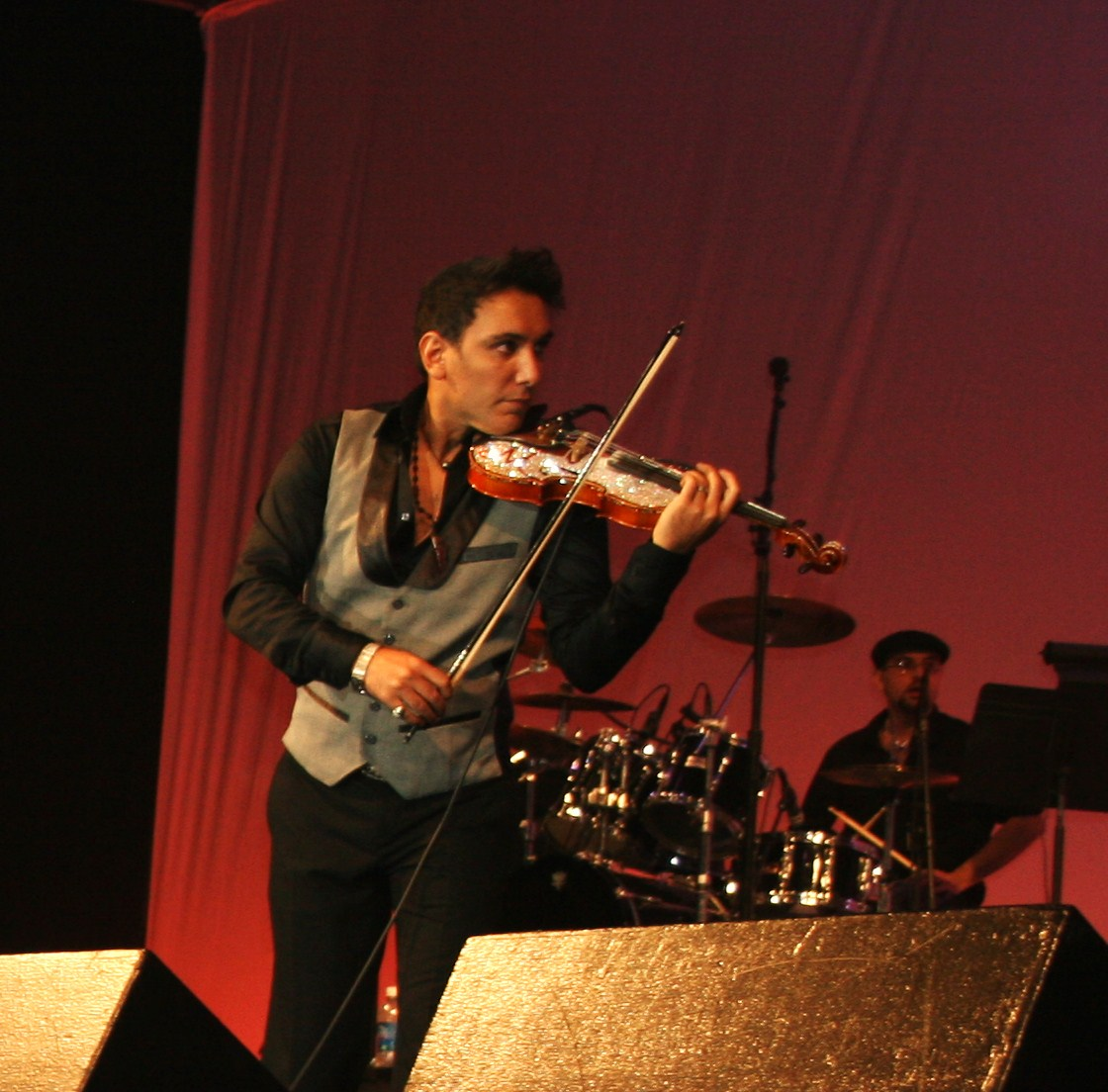
Shadmehr Aghili in un concerto del 2009

Negli anni '90, i funzionari del nuovo governo decisero di produrre e promuovere una musica pop considerata "decente" per lo stato islamico, per competere con le fonti estere e non ufficiali della musica iraniana. Ali Moallem (poeta) e Fereydoun Shahbazian (musicista) erano a capo di un consiglio presso l'IRIB che supervisionava la rinascita della musica pop autoctona.
Shadmehr Aghili è stato uno dei primi cantanti iraniani post-rivoluzionari che ha ricevuto un sostegno significativo, inclusa la promozione dalla televisione nazionale, per produrre nuove canzoni pop persiane all'interno dell'Iran. Era molto abile nel suonare il violino e la chitarra ed era un cantante di grande talento. Divenne così un musicista e cantante molto popolare in Iran, prima di emigrare in Canada e poi a Los Angeles, continuando la sua carriera fuori dall'Iran.
Sotto la presidenza di Khatami, come risultato dell'allentamento delle restrizioni culturali all'interno dell'Iran, un certo numero di nuovi cantanti pop emerse all'interno del paese. Da quando la nuova amministrazione si insediò, il Ministero di Ershad ha adottato una politica diversa, principalmente per facilitare il monitoraggio del settore. La politica recentemente adottata includeva l'allentamento delle restrizioni per un piccolo numero di artisti, mentre le inaspriva per gli altri. Tuttavia, il numero di uscite di album è aumentato.
Gli Arian, la prima band di musica pop con cantanti donne ufficialmente approvata nell'Iran post-rivoluzionario, ha iniziato un nuovo capitolo della musica pop iraniana. Hanno avuto una collaborazione con il noto cantante britannico-irlandese Chris de Burgh nel loro quarto album Bi to, Ba to, e sono stati la prima band iraniana ad essere presente nel dizionario biografico inglese e nella directory di International Who's Who in Music'.
Nel 2001 alcuni giovani artisti crearono un movimento chiamato hip hop iraniano la cui musica era ispirata da artisti dell'hip hop americano come Eminem o Tupac Shakur e all'inizio il governo vietò questo genere di musica ma artisti come Zedbazi, Hichkas, Reza Pishro e molti altri continuando a fare musica hip hop fino ad oggi, anche se la censura islamica vieta all'artista di genere hip hop di vendere album e fare il concerti. Nonostante le restrizioni questo movimento è ancora vivo e nuovi artisti come Epicure, Wantons, Hamid Sefat e Ali Sorena mantengono vivo questo grande movimento, seppur nelle regole del governo iraniano.
Alla fine del 2009, Sirvan Khosravi è diventato il primo artista iraniano a raggiungere un'alta rotazione in onda su una normale stazione radio europea. Ha fatto il suo debutto con la canzone Saat-e 9 ("9 O'Clock"), che ha fatto notizia anche nei media online iraniani. Nell'agosto 2010, Farzad Farzin Amin Rostami ha fatto il suo debutto nelle classifiche europee con la canzone Chike Chike ("Trickle Trickle") dal suo terzo album legale Shans ("Chance").